# 49 TCN
Năm 49 TCN là một năm trong lịch Julius. 